# Mare Nubium

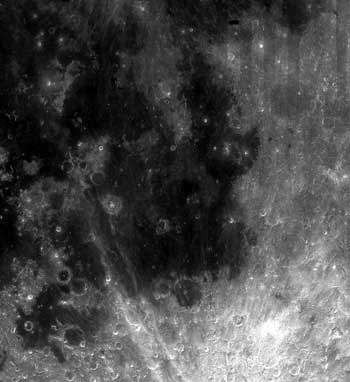
Mare Nubium

De Mare Nubium (Latijn voor Zee der wolken) is een van de zeven grootste maria op de Maan. Maria zijn vanaf Aarde zichtbare donkere plekken, in feite lager gelegen gebieden die lang geleden met lava zijn overspoeld. De bijna cirkelvormige Mare Nubium ligt in het zuidwestelijk deel van de naar de aarde toegekeerde zijde van de Maan en is met het blote oog duidelijk te zien.
De Mare Nubium heeft een diameter van 715 kilometer, ongeveer een vijfde deel van de diameter van de Maan. Ten westen van de mare ligt de grotere Oceanus Procellarum, de twee worden gescheiden door hoger gelegen kraterland en de kleine Mare Cognitum. In het westen wordt de Mare Nubium door hoger kraterland gescheiden van de Mare Humorum.

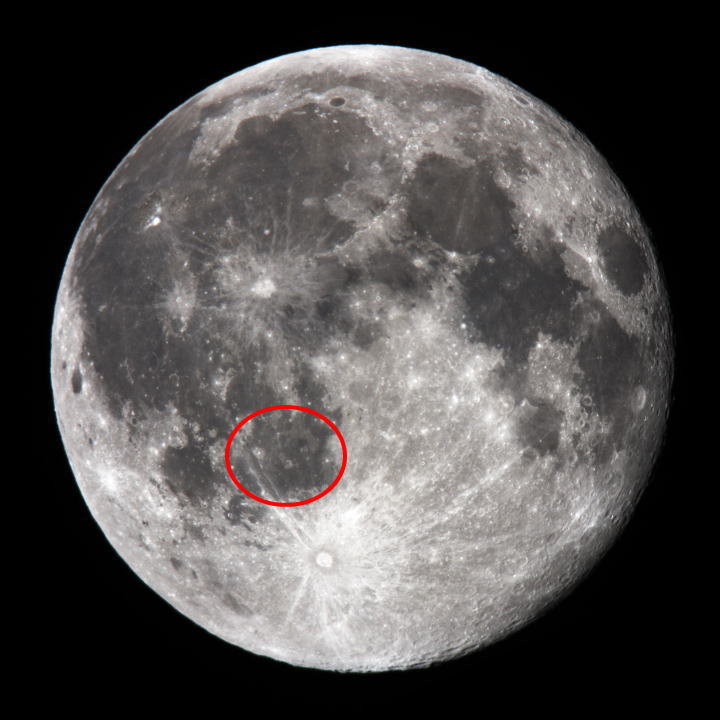
De locatie van Mare Nubium

## Oppervlak
Het oppervlak van de Mare Nubium is niet geheel vlak, wat een aantal dagen na het eerste en voor het laatste kwartier goed te zien is door de schuine inval van het zonlicht, waardoor de schaduwen lang zijn. De heuvelrug Rupes Recta aan de oostrand van de Mare Nubium is dan bijvoorbeeld goed zichtbaar met een telescoop.
Vanwege de vele verschillende morfologische structuren is de Mare Nubium een geliefd object voor amateurastronomen. De verschillende lijnen en terrassen van de oude lavastromen en de eraan grenzende kraterranden van het gebied zijn de reden dat astronomen als Hieronymus Schröter en Josef Hopmann het referentiesysteem voor hoogtemetingen op de Maan op dit gebied hebben gebaseerd.

## Naamgeving
De benaming Mare Nubium is afkomstig van Giovanni Battista Riccioli . Eerder gaf Michael van Langren er de benaming Mare Borbonicum  aan. Johannes Hevelius gaf er de benamingen Sinus Strymonicus  (het oostelijk gedeelte van Mare Nubium) en Mare Pamphylium  (het zuidelijk gedeelte van Mare Nubium) aan.

## Rupes Recta

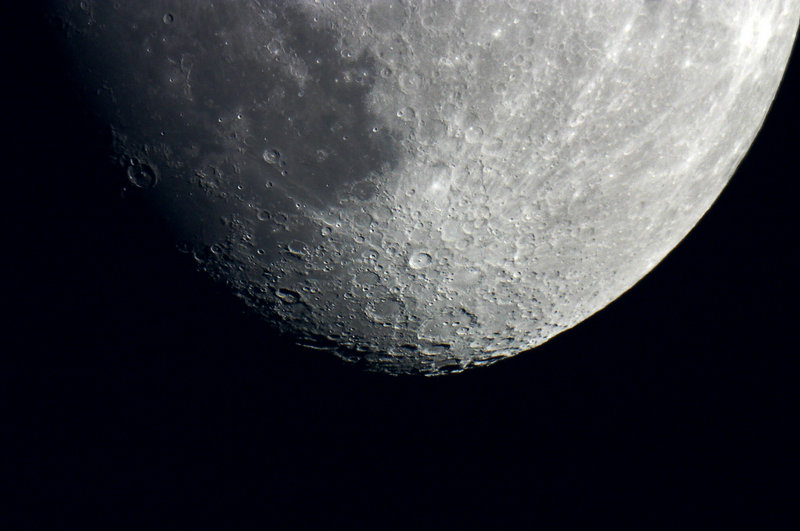
Het straalsysteem van de krater Tycho (middenonder) ligt over de Mare Nubium (linksboven). Door de schuine inval van het zonlicht zijn de schaduwen langer en de kraters Bullialdus (linksmidden) en Gassendi (links) goed te zien in de buurt van de terminator links.

De rechte wand (Rupes Recta) aan het zuidoostelijk gedeelte van Mare Nubium is een geliefkoosd object voor menig maanwaarnemer en maanfotograaf. Deze formatie bestaat uit een 100 kilometer lange breuklijn die noordnoordwest / zuidzuidoost georiënteerd is, en bijgevolg uiterst geschikt is om de schaduwvorming ervan ten opzichte van het invallend zonlicht te bestuderen. Gedurende de lokale ochtend (iets na eerste kwartier) is er schaduwvorming langsheen geheel Rupes Recta. Gedurende lokale zonsondergang (laatste kwartier) is er echter geen schaduwvorming en ziet Rupes Recta eruit als een lichtende lijn. Hier hebben we te doen met een Trompe l'oeil effect, want van een wand is hier helemaal geen sprake, het is een zacht glooiende helling. Rupes Recta werd door vroegere maanwaarnemers ook wel het treinspoor genoemd (railway), of het zwaard, waarbij de boogvormige lage bergen aan het zuidelijk uiteinde ervan werden aanzien als het handvat. Deze boogvormige bergen werden ook de Stag's horn mountains genoemd (het gewei van een hert).